# Walter Matthau
Walter Matthau (New York, 1920. október 1. – Santa Monica, Kalifornia, 2000. július 1.) Oscar-díjas és Golden Globe-díjas amerikai színész. 
Eredeti neve Walter John Matthow volt, azonban hamar ráérzett, hogy ezzel a névvel nem lehet karriert csinálni Hollywoodban, így vált Walter Matthau néven világhírűvé. Főleg vígjátékokban játszott. Számtalan filmben szerepelt együtt kollégájával, Jack Lemmonnal, akihez élete végéig szoros barátság fűzte.

## Életrajz

### Fiatalkora
1920. október 1-jén született, New Yorkban, Manhattan Lower East Side részén, bevándorló zsidó szülők gyermekeként. Édesapja Ukrajnából, míg édesanyja Litvániából származott. Középiskolai tanulmányait a Seward Park High School-ban folytatta. Eredeti vezetékneveként gyakran a Matuschanskyt jelölik meg, ezzel ellentétben igazi neve Walter John Matthow volt. Mivel gyakran szólították Jake-nek, ezért alkalmanként önmaga is Walter Jake Matthow-ként írta nevét. Amikor fiatalon elkezdett színészkedni a New York-i Zsidó Színházban (New York Yiddish Theater), akkor határozta el, hogy megváltoztatja nevének betűzését. Úgy gondolta, hogy a Matthow túl durva és kellemetlen, ezért a választása a Matthau-ra esett, és ezt meg is tartotta élete végéig. Matthau a második világháború alatt az Amerikai Egyesült Államok Légierejénél szolgált. A 8. légierő 453. bombázócsoportjánál volt rádiós-lövész egy B–24 Liberatoron, ugyanennél az alakulatnál szolgált James Stewart is, a közép-kelet-angliai RAF Old Buckenhamen települt a csoport. Törzsőrmesteri (staff sergeant) rendfokozatot kapott és ez idő tájt kezdett el komolyan érdeklődni a színészet iránt.

### Magánélete
Matthau élete során kétszer nősült, házasságaiból három gyermeke született.
1948-ban feleségül vette Grace Geraldine Johnsont, akitől két gyermeke született, David 1953-ban és Jenny. 1958-ban, tíz év után elváltak. 1959-ben vette el második nejét, Carol Grace színésznőt. Házasságukból született egy közös fiuk, Charles Matthau (1962), aki szintén színész lett.

### Az 1960-as évek
Bár Matthau már az 1950-es években megkapta első filmes szerepét a Kentucky vadász című westernben – melyben egy negatív karaktert játszott – igazán a hatvanas évektől kezdte jegyezni a nevét a szakma, az olyan filmekért, mint az Amerikai fogócska (1963) és a Bombabiztos (1964). Majd 1966-ban szerepet kapott a Sógorom, a zugügyvéd című komédiában, és ezért az alakításáért nyomban elnyerte a legjobb férfi mellékszereplőnek járó Oscar-díjat. A forgatást öt hónapos szünetre kellett helyezni, miután Matthau komoly szívrohamot kapott. Ennek következtében felhagyott napi három csomag dohányzási szokásával. Ebben a filmben szerepelt először együtt Jack Lemmonnal. Két évvel később a Neil Simon által írt Furcsa pár című vígjáték mindkettejük számára meghozta a világsikert. Az évtized végén A kaktusz virága és a Helló Dolly! című filmekben nyújtott emlékezetes alakítást.

### Az 1970-es évek
A hetvenes évek elején a Jack Lemmon által rendezett Csakazértis nagypapa/Kocher nagypapa című filmben játszotta el a címszereplőt, melyért Oscar-díjra jelölték. Három évvel később ismét összeállt a híres páros és a Szenzáció! című 1974-es komédiában nyújtottak felejthetetlen alakítást. Még ugyanebben az évben szerepelt a Földrengés című katasztrófafilmben. Egy évvel később egy híres színpadi darab filmváltozatában, a Napsugár fiúkban játszott főszerepet és játékáért ismét jelölte az akadémia a legjobb színész díjára.

### Az 1980-as évek
A nyolcvanas években sorban készültek a vígjátékai; Ipi-apacs (1980), …Kinek a bírónő (1981), Haver, haver (1981), A túlélők (1983), nem mellesleg az első két filmben nyújtott alakításáért Golden Globe-díjra jelölték. 1986-ban egy kalózkapitányt formált meg a Kalózok című kalandfilmben, majd az évtizedet újfent egy komédiával, az Ideggyogyó című filmmel zárta.

### Az 1990-es évek
A kilencvenes évek igen sikeresen teltek a színész pályafutásában, hiszen 1991-ben szerepelt Oliver Stone nagyszabású filmdrámájában, a JFK – A nyitott dosszié című filmben, majd két évre rá Jack Lemmonnal karöltve eljátszották talán leghíresebb szerepüket, A szomszéd nője mindig zöldebb (1993) című vígjátékban. A film forgatása után kétoldali tüdőgyulladás miatt kórházba került. Ugyanebben az évben a Dennis, a komisz című családi film Wilson bácsiját is eljátszotta. 1994-ben Albert Einsteint alakította, Meg Ryan és Tim Robbins társaságában, az I.Q. – A szerelem relatívban, majd a korábbi sikerfilm folytatása következett, Még zöldebb a szomszéd nője (1995) címmel. 1995 decemberében egy vastagbéldaganatot távolítottak el tőle, látszólag sikeresen, mivel a halotti bizonyítványában nem szerepelt a rák. Az évtized végét két vígjátékkal zárta, a Tengerre tata! (1997) és a Furcsa pár 2. (1998) című filmekkel, természetesen Lemonnal együtt. 1999 májusában több mint két hónapig volt kórházban ismét tüdőgyulladás miatt.

### 2000-ben

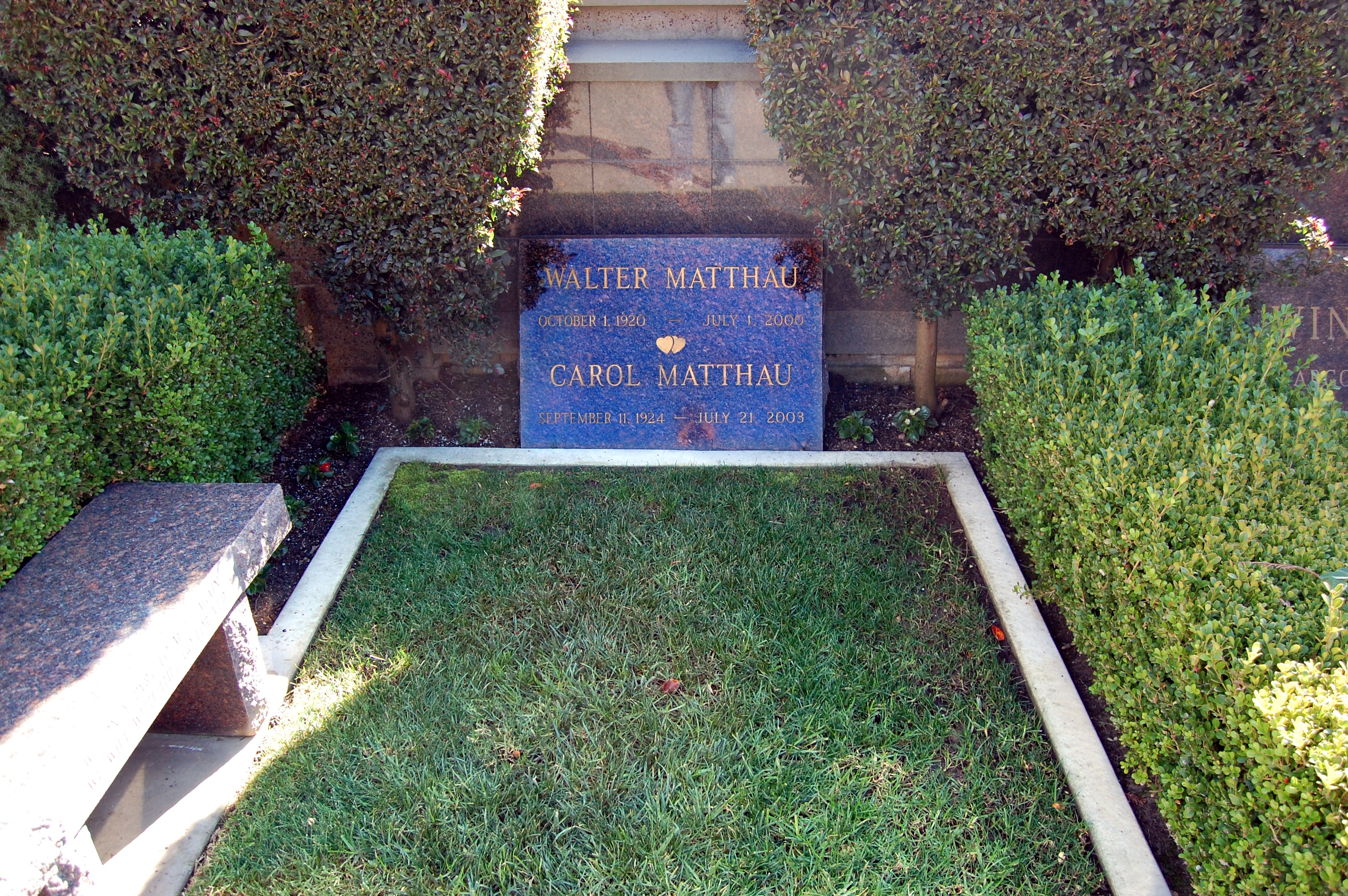
Walter Matthau és felesége sírja

Matthau nem tétlenkedett és szerepet vállalt a Női vonalak (2000) című vígjátékban, melyben Meg Ryan, Lisa Kudrow és Diane Keaton haldokló édesapját alakította. Annak ellenére, hogy már súlyos betegségekkel küzdött akkoriban. Ugyanis az orvosok érelmeszesedéses szívbetegséget diagnosztizáltak nála. Így azonban ez a film volt utolsó munkája, hiszen 2000. június 30-án késő este szívrohamot kapott otthonában, és mentővel a Santa Monica-i St. John kórházba szállították, ahol néhány órával később, július 1-jén hajnali 1 óra 42 perckor elhunyt, majdnem 80 évesen.
Halotti bizonyítványában a halála okai között szerepelt a "szívmegállás", az "atheroscleroticus szívbetegség", a "végstádiumú vesebetegség" és a "pitvarfibrilláció" mint jelentős hozzájáruló tényezők. Rákról egyszer sem esett szó.
Sírja, a Westwood Village Memorial Park nevű temetőben található, Los Angelesben.

## Válogatott filmográfia
- A kentucki vadász (1955)
- Az indián harcos (1955)
- Egy arc a tömegben (1957)
- Creole király (1958)
- Az utolsó cowboy (1962)
- Amerikai fogócska (1963)
- Bombabiztos (1964)
- Viszlát, Charlie! (1964)
- Káprázat (1965)
- Sógorom, a zugügyvéd (1966)
- Útmutató házas férfiaknak (1967)
- Furcsa pár (1968)
- Egy amerikai feleség titkos élete (1968)
- A kaktusz virága (1969)
- Hello, Dolly! (1969)
- Pénzes asszony kerestetik (1971)
- Hotel Plaza (1971)
- Csakazértis nagypapa (1971)
- Micsoda házasság! (1972)
- Charley Varrick (1973)
- A nevető rendőr (1973)
- Hajsza a föld alatt (1974)
- Földrengés (1974)
- Szenzáció! (1974)
- Napsugár fiúk (1975)
- Gáz van, jövünk! (1976)
- A derbi sztárja (1978)
- Várlak nálad vacsorára (1978)
- Kaliforniai lakosztály (1978)
- Zálogocska (1980)
- Ipi-apacs (1980)
- …Kinek a bírónő (1980)
- Haver, haver (1981)
- A túlélők (1983)
- Akiktől forog a világ (1985)
- Kalózok (1986)
- Ideggyogyó (1988)
- A kisördög (1988)
- JFK – A nyitott dosszié (1991)
- Dennis, a komisz (1993)
- A szomszéd nője mindig zöldebb (1993)
- I. Q. – A szerelem relatív (1994)
- A fűhárfa (1995)
- Még zöldebb a szomszéd nője (1995)
- Nem én vagyok Rappaport (1996)
- Tengerre, tata! (1997)
- Furcsa pár 2. (1998)
- Női vonalak (2000)

## Fontosabb díjak és jelölések
Oscar-díj
- 1976 jelölés: legjobb férfi főszereplő, Napsugár fiúk
- 1972 jelölés: legjobb férfi főszereplő, Kocher nagypapa
- 1967 díj: legjobb férfi mellékszereplő, Sógorom a zugügyvéd

Golden Globe-díj
- 1982 jelölés: legjobb férfi főszereplő (musical/vígjáték), ...Kinek a bírónő
- 1981 jelölés: legjobb férfi főszereplő (musical/vígjáték), Ipi-apacs
- 1976 díj: legjobb férfi főszereplő (musical/vígjáték), Napsugár fiúk
- 1975 jelölés: legjobb férfi főszereplő (musical/vígjáték), Szenzáció!
- 1973 jelölés: legjobb férfi főszereplő (musical/vígjáték), Micsoda házasság!
- 1972 jelölés: legjobb férfi főszereplő (musical/vígjáték), Kocher nagypapa
- 1969 jelölés: legjobb férfi főszereplő (musical/vígjáték), Furcsa pár
- 1967 jelölés: legjobb férfi főszereplő (musical/vígjáték), Sógorom a zugügyvéd

BAFTA-díj
- 1977 jelölés: legjobb férfi főszereplő, Gáz van, jövünk!, Napsugár fiúk
- 1974 díj: legjobb férfi főszereplő, Micsoda házasság!, Charley Varrick
- 1970 jelölés: legjobb férfi főszereplő, Egy amerikai feleség titkos élete

David di Donatello-díj
- 1975 díj: legjobb külföldi színész, Szenzáció!

Tony-díj
- 1965 díj: legjobb férfi főszereplő (színdarab), Furcsa pár
- 1962 díj: legjobb férfi mellékszereplő (színdarab) Felügyelő életveszélyben

## Fordítás
- Ez a szócikk részben vagy egészben  a   Walter Matthau című angol Wikipédia-szócikk fordításán alapul.  Az eredeti cikk szerkesztőit annak laptörténete sorolja fel. Ez a jelzés csupán a megfogalmazás eredetét és a szerzői jogokat jelzi, nem szolgál a cikkben szereplő információk forrásmegjelöléseként.